# Anja Godenschweger
Anja Godenschweger (* 27. Juni 1961) ist eine deutsche Synchronsprecherin.

## Leben und Wirken
Vorrangig ist sie als Stimme von Mariska Hargitay (Law & Order, Emergency Room – Die Notaufnahme und Der Love Guru) zu hören, spricht aber auch internationale Kolleginnen wie Bridgette Wilson (Nixon – Der Untergang eines Präsidenten), Valeria Golino (Leaving Las Vegas – Liebe bis in den Tod) und Wendy Grantham in The Wire.
Im Jahr 2010 wurde sie für Die Silhouette, Kategorie Synchronschauspielerin Serie, für ihre Synchronarbeit in Law & Order: New York nominiert.

## Synchronrollen (Auswahl)
- 1995: Nixon – Der Untergang eines Präsidenten – Bridgette Wilson–Sampras als Sandy
- 1995: Leaving Las Vegas – Liebe bis in den Tod – Valeria Golino als Terri
- 1996: Mary Reilly – Bronagh Gallagher als Annie
- 1999: Matrix – Belinda McClory als Switch
- seit 2005: Law & Order: Special Victims Unit (Fernsehserie) – Mariska Hargitay als Det. Olivia Benson
- 2010: Ghost Whisperer – Stimmen aus dem Jenseits (Fernsehserie) – Cat Hammons als Alarm–Operator
- Ripper (Computerspiel)